# フレンチトースト (アイドルグループ)
フレンチトーストは、広島県広島市を中心に活動する女性ローカルアイドルグループである。

## 概要
普段は広島県広島市南区猿猴橋町にある広島風お好み焼き店「KOUBOUICHIスタジアム広島」カープVロード店にてプロ野球セントラル・リーグの広島東洋カープ公認グッズの販売員として勤務しながら、広島市を中心に様々なイベントに出演し活動している「カープグッズ販売員アイドルユニット」である。

また、ユニットのキャッチフレーズは「鯉の恋人」である。
2016年3月21日より、3代目フレンチトースト<第3期>のメンバーとして、ゆりあ、みくみく、みさき、くぅ、あかりの5名で活動している。
2017年2月2日に「KOUBOUICHIスタジアム広島」が同月10日の新店舗への移転開業に伴う閉店に合わせ活動休止する事が発表された。活動休止の理由として、「フレンチトースト」の活動資金が慢性的な赤字状態に加え、移転先の新店舗に係る家賃等の経費が現在の店舗の倍以上掛かり、新店舗移転後に売上金から「フレンチトースト」の活動資金の赤字をこれまで通り補填出来る見通しが困難である他、金銭面における理由から活動休止に至ったとの事である。
尚、活動休止後のメンバーの今後の動きとして、みさきとくぅは以前より2人で結成しているカープ女子ポップデュオ「2SEAM」での活動を継続し、リーダーのゆりあは弘法市の広報バラエティー番組「広島美少女チャンネル」に今後もメインでの出演を継続、あかりは在籍しているヒューマンアカデミー広島校を同年3月に卒業後上京する事が以前より決まっている。また、弘法市の正社員でもあるサブリーダーのみくみくは、グループの活動休止と同時に弘法市を退社し、他のアイドルグループのオーディションに挑戦する意向である。

## 活動履歴
ここでは、2代目フレンチトーストの活動履歴を記載します。

### 2012年
- 12月8日 -『遍照寺弘法市’12冬』さくらのみ出演。広島東洋カープの倉・迎・今村・中村選手と共演。

### 2013年
- 1月14日 -『遍照寺弘法市inアリスガーデン』さくら&あんず出演。2代目フレンチトースト♡本格スタート！
- 2月28日 -「広島駅南口Cブロック第一種市街地再開発事業」キャンペーンガール起用。
- 3月10日 -「津田恒実メモリアルスタジアム命名記念試合」登場。
- 3月17日 -「広島みなとフェスタ」登場。
- 3月22日 - RCCテレビ「イマなま3チャンネル」出演。
- 3月25日 - テレビ新広島「満点ママ」出演。
- 3月30日 - 広島テレビ住宅展示場「東広島ハウジングフェア」広告起用。
- 4月2日 - 中国新聞「CARP地元開幕戦応援広告」掲載。
- 4月6日・7日 - 広島テレビ住宅展示場「東広島ハウジングフェア」出演。
- 4月12日 - RCCテレビ「ニュース6」出演。
- 4月29日-「第56回呉みなと祭」出演。
- 5月3日 - テレビ朝日「ミュージックステーション」出演。
- 5月4日 - RCCテレビ「Eタウン」出演。
- 5月5日 -「2013ひろしまフラワーフェスティバル」出演。
- 5月7日 - 広島テレビ住宅展示場「東広島ハウジングフェア」広告起用。
- 5月11日・12日 - 広島テレビ住宅展示場「東広島ハウジングフェア」登場。
- 5月14日 - CATVふれあいチャンネル「ふれチャンデイリーTV」出演。
- 5月24日 - 広島テレビ「カープTownひろしま」広告起用。
- 5月28日 - 広島県「ピース・アーチ・ひろしま」HP著名人メッセージ枠掲載 。
- 6月25日 -「月刊タウン情報ひろしま」7月号　エンタメしゃべくりコラム掲載。
- 7月4日 - 広島テレビ住宅展示場「東広島ハウジングフェア」広告起用。
- 7月9日 - 広島FM「5COLORS」出演。
- 7月13日 - 広島テレビ「チャーミング速報」広告起用。
- 7月14日 - 広島テレビ住宅展示場「東広島ハウジングフェア」出演。
- 7月15日 - 広島東洋カープ公式戦「広島東洋カープVS中日ドラゴンズ」あんずによる始球式実施。
- 7月25日 -「月刊タウン情報ひろしま」8月号　表紙・目次他起用。
- 8月2日 - 広島県「ピース・アーチ・ひろしま」出演。
- 8月4日 -『遍照寺弘法市’13夏』出演。
広島東洋カープマスコットキャラクター・スラィリーと共演。
- 8月7日 - 讀賣新聞「ひろしま県民情報」掲載。
- 8月28日 - オリジナルデビュー曲『恋の路面電車』発売。
- 9月1日 - ゆめタウン大竹店「YAMAHAそれゆけコンサート」
- 9月2日 - 広島FM「5COLORS」月間アシスタントMC起用。
- 9月6日 - 朝日新聞朝刊掲載。
- 9月6日 - 朝日新聞デジタル掲載。
- 9月14日 - 中国新聞朝刊掲載。
- 9月21日 - オリジナルデビュー曲『恋の路面電車』CD・CSバージョン発売。
- 9月22日 -「フレンチトースト♡が売るフレンチトーストin広島パルコ」開催。
- 9月24日 - 広島ホームテレビ「ホームJステーション」出演。
- 10月5日 - JMU（ジャパンマリンユナイテッド）事業所祭出演。
- 10月6日 -「フレンチトースト♡が売るCARPグッズin広島パルコ」開催。
- 10月8日 -「恋するフォーチュンクッキー～広島の本びとVer～」ゲスト出演。
- 10月14日 - 広島テレビ「テレビ派ランチ」出演。
- 11月1日 -「普通の人のすごいこと」vol.07掲載
- 11月2日 - 広島国際大学「盛幟祭」出演。
- 11月3日 - 島根県邑南町「市木公民館祭り」出演。
- 11月4日 - 中国新聞朝刊掲載。
- 11月4日 - 中国新聞オンライン掲載。
- 11月14日 - RCCラジオ「日々感謝。ヒビカン」出演。
- 11月17日 -「2013かわじり元気まつり」出演。

## ディスコグラフィー

### 2代目フレンチトースト
- 恋の路面電車（2013年）作詞：城田城全　作曲編曲：舞人

カップリング
- フレンチトースト（2013年）作詞：Mikarin 編曲編曲：舞人

デビュー曲の候補曲だった幻のデビュー曲

### 公式ホームページ
- カープグッズ販売員アイドルユニット フレンチトースト

### Twitter
- フレンチトースト@ゆりあ (@frenchyuria) - X（旧Twitter）
- フレンチトースト@みくみく (@frenchmiku) - X（旧Twitter）
- フレンチトースト@みさき (@MisakiFrench) - X（旧Twitter）
- フレンチトースト@くぅ (@FrenchKuuu) - X（旧Twitter）
- フレンチトースト@あかり (@AkariFrench) - X（旧Twitter）

### facebook
- フレンチトースト (frenchtoast2012/#) - Facebook